# 喬克萊弗爾 (密蘇里州)
喬克萊弗爾（英語：Chalk Level）是位於美國密蘇里州聖克萊爾縣的非建制地區。

## 歷史
喬克萊弗爾的郵局於1848年設立，其後於1914年停運。

## 地理
喬克萊弗爾所處的海拔為高於海平面274米（即899英呎），而該地所採用的時區為UTC-6，即北美中部時區（CST）。同時該地設有夏令時間，為UTC-6調快一小時，即UTC-5（CDT）。